# Mahmudia
Mahmudia ist eine Gemeinde im Kreis Tulcea in Rumänien. Sie ist eine von zwei Gemeinden am Sfântu-Gheorghe-Arm des Donaudeltas, die andere Gemeinde ist Murighiol.
Die Bevölkerung dort setzt sich aus Rumänen, Ukrainern, Lipovenern und Türken zusammen.